# Hypoplectis
Hypoplectis là một chi bướm đêm thuộc họ Geometridae.